# Kicsiny a hordócska
A Kicsiny a hordócska kezdetű régi táncdalt Kodály Zoltán gyűjtötte a Nyitra vármegyei Zsérén 1906-ban.
Feldolgozások:
| Szerző            | Mire               | Mű                                                                       | Előadás |
| ----------------- | ------------------ | ------------------------------------------------------------------------ | ------- |
| Vásárhelyi Zoltán | két egynemű szólam | Erdő-mező, 10. kotta, 2. dal                                             |         |
| Kodály Zoltán     | ének, zongora      | Magyar népzene énekhangra és zongorára V. kötet, 31. dal Dudanóta címmel | [ 2 ]   |
| Kodály Zoltán     | daljáték           | Czinka Panna, 10. dal                                                    |         |
| Papp Lajos        | zongora            | Három zongoradarab, 1. darab                                             | [ 3 ]   |
| Hajdu Lóránt      | zongora            | 10 könnyű zongoradarab, 3. darab                                         | [ 5 ]   |

## Kotta és dallam
| Kicsiny a hordócska, jó bor terem benne, Díl, dúl, dalala, dida- rida, díl, dúl, dalala. | Nem iszom belőle, részeg leszek tőle, Díl, dúl, dalala, didarida díl, dúl, dalala. |

A lejegyzésében Kodály jelzi, hogy az első giszt a normál magasságnál magasabban éneklik.

## Felvételek
- Kicsiny a hordócska. Csóka Anita  YouTube (2015. március 19.)  (Hozzáférés: 2016. május 3.) (audió)
- Kicsiny a hordócska. Ovitévé  YouTube (2012. szeptember 25.)  (Hozzáférés: 2016. május 3.) (videó)
- Érik a szőlő - Kicsiny a hordócska. YouTube (2013. október 21.)  (Hozzáférés: 2016. május 3.) (audió, fényképsorozat) 0:51-ig.
- Kicsiny a hordócska / Apró murok / Fekete tyúk. Borago  YouTube (2014. november 24.)  (Hozzáférés: 2016. május 3.) (videó) 0:31-ig.
- Kicsiny a hordócska. YouTube (2014. december 15.)  (Hozzáférés: 2016. május 3.) (videó)